# Southampton (Schiff, 1981)
HMS Southampton (Kennung: D90) ist ein Zerstörer der Royal Navy und gehört der Sheffield-Klasse an.

## Geschichte
Das Schiff wurde 1976 bei Vosper Thornycroft auf Kiel gelegt und lief drei Jahre später vom Stapel. Im Oktober 1981 wurde die Southampton offiziell in Dienst gestellt. Die Erprobungsfahrten des Zerstörers wurden verkürzt, um ihn möglicherweise im Falklandkrieg einsetzen zu können, wozu es letztendlich aber nicht kam. Stattdessen wurde die Southampton der „Armilla Patrol“ zugeteilt, dem ständigen Einsatzverband der Royal Navy im Persischen Golf. Als die Southampton 1988 Frachter durch die Straße von Hormus eskortierte, rammte das Containerschiff Tor Bay die Southampton und beschädigte diese stark. Erst 1991 verließ das Schiff die Werft von Swan Hunter nach erfolgter Reparatur.
1998/1999 erfolgte eine Überholung bei Babcock Rosyth Defence, eine weitere 2002/2003. Direkt vor der letzten Überholung fuhr die Southampton unter anderem mit den amerikanischen Flugzeugträgern John C. Stennis und der Theodore Roosevelt sowie der britischen Illustrious im Rahmen der Operation Enduring Freedom. 2006 war das Schiff in der Karibik unterwegs, wo die Southampton Drogen im Wert von 350 Millionen Pfund Sterling beschlagnahmte, als sie das Containerschiff Rampage aufbrachte. Am 31. Juli 2008 wurde die Southampton der Reserve zugeteilt und am 12. Februar 2009 ausgemustert. 2011 wurde das Schiff auf Abbruch verkauft und verließ Portsmouth im Oktober 2011 in Richtung Türkei, wo es schließlich abgewrackt wurde.